# Morderstwo podczas pełni
Morderstwo podczas pełni (hiszp. Plenilunio) – hiszpańsko-francuski thriller z 2000 roku w reżyserii Imanola Uribe, zrealizowany na podstawie powieści Antonia Muñoza Moliny pod tym samym tytułem. Zdjęcia kręcono w prowincji Palencia.

## Opis fabuły
Mieszkańcy prowincjonalnego miasteczka są zszokowani wiadomością, że podczas pełni księżyca w lesie została zamordowana mała dziewczynka. Śledztwo w tej sprawie prowadzi inspektor, który obsesyjnie pragnie odszukać zabójcę.

## Obsada
- Miguel Ángel Solá jako inspektor
- Adriana Ozores jako Susana Grey
- Juan Diego Botto jako Asesino
- Fernando Fernán Gómez jako Padre Orduña
- Charo López jako Carmen
- Chete Lera jako Ferreras (wymieniona w czołówce jako Txete Lera)
- María Galiana jako Mujer Enlutada
- Noelia Ortega jako Paula
- Chiqui Fernández jako Madre Fátima
- Manuel Morón jako Padre Paula
- Trinidad Rugero jako Madre Asesino
- Félix Cubero jako Padre Fátima

i inni